# Miturga thorelli
Miturga thorelli är en spindelart som beskrevs av Simon 1909. Miturga thorelli ingår i släktet Miturga och familjen sporrspindlar.
Artens utbredningsområde är Western Australia. Inga underarter finns listade i Catalogue of Life.